# Zahrádka (district de Třebíč)
Pour les articles homonymes, voir Zahrádka.
Zahrádka  (en allemand : Zahradka, Sachradka) est une commune du district de Třebíč, dans la région de Vysočina, en République tchèque. Sa population s'élevait à 141 habitants en 2024.

## Géographie
Zahrádka se trouve à 6 km au sud-est du centre de Náměšť nad Oslavou, à 16 km à l'est-nord-est de Třebíč, à 40,5 km à l'est-sud-est de Jihlava et à 153 km au sud-est de Prague.
La commune est limitée par Pyšel à l'ouest et au nord, par Čikov au nord-est, par Naloučany et Ocmanice à l'est, par Okarec au sud, et par Studenec à l'ouest.

## Histoire
La première mention écrite de la localité date de 1353.

## Administration
La commune se compose de deux sections :
- Častotice
- Zahrádka

## Transports
Par la route, Zahrádka se trouve à 7 km de Náměšť nad Oslavou, à 19 km de Třebíč, à 52 km de Jihlava et à 175 km de Prague.